# Mario Ricardi
Mario Héctor Ricardi Salinas (* 30. November 1921 in Santiago de Chile; † 18. April 2005 in Mérida) war ein chilenischer Botaniker. Sein offizielles botanisches Autorenkürzel lautet „Ricardi“.
Ricardi war in den Jahren 1960 bis 1973 Direktor des Instituto Central de Botánica. In den Jahren nach dem Putsch Augusto Pinochets 1973 war er Professor der Botanik an der Universidad de Los Andes in Mérida.

## Werke
- 1967. Revisión taxonómica de las Malesherbiaceas. Gayana Botánica 16: 3-139
- 1988. Familia de Monocotiledoneas venezolanas. ISBN 980-221-219-9